# 亚当·莫里森
亚当·约翰·莫里森（英語：Adam John Morrison，1984年7月19日—），出生于蒙大拿州格伦代夫，美国职业篮球运动员，位置為小前鋒。在2006年选秀大会以首轮第三顺位加入夏洛特山貓隊，後來因為傷病被山貓隊放棄，以板凳隊員身份加入洛杉磯湖人隊，並隨隊獲得兩隻冠軍指環。因其患有糖尿病的關係，很多時間為後備球員。

## 职业生涯
他成名是由於在大學期間曾因為出色的投射技術獲得2005-06年度NCAA全美得分王，甚至在當年的16強戰中敗給對手之後失聲痛哭，這件事被山貓隊老闆邁克爾·喬丹認為是充滿求勝意志的表現，又考慮到他的得分能力，於是在高位把他選中。惜後來因糖尿病與傷勢影響，表現一直不如預期，未能再複製大學時期的佳績，因此也被認為這是繼喬丹在2001年挑中誇梅·布朗之後，另一個讓人失望的選秀。